# イアン・キャラハン
イアン・キャラハン（Ian Robert Callaghan MBE、1942年4月10日 - ）は、イングランドの元サッカー選手。リバプールToxeth出身。元イングランド代表。キャラガンと発音されることもあり、日本でもキャラガンと綴る雑誌などもある。主にリヴァプールFCでプレーし、1960年のデビューから1978年の退団までにクラブ史上最多出場記録となる、公式戦通算857試合に出場した。

## 略歴
子供の頃からのリヴァプールサポーターであったキャラハンは、15歳のときにクラブのユースアカデミーに加わる。その際に、通っていた学校を完全に辞めることとなった。室内暖房技師の仕事と兼ねてリヴァプールのアカデミー生として過ごし、1960年3月28日にプロ契約、アンフィールドで行われた同年4月16日に行われたブリストル・ローバーズ戦でデビューを果たした。それまでのリヴァプールを支えて来た功労者でキャラハンが最も尊敬していたビリー・リデルの怪我による代理出場であった。その後、次第に出番が増え、右ウィンガーとしてキャラハンは1961-62シーズンからレギュラーポジションを掴んだ。しかし、1970-71シーズンに軟骨の摘出手術を受け、1970年前後のシーズンはほぼ全てを離脱することとなった。離脱期間中にブライアン・ホールが活躍し、キャラハンはホールにポジションを奪われてしまい、復帰後もホールからポジションを奪還することは出来なかった。しかし、センターハーフのレギュラーだったジョン・マクラフランが離脱すると、キャラハンはセンターハーフに起用され、その後はセンターハーフとしてプレーした。
最終的に在籍した18シーズンのほぼ全てをレギュラーとしてプレーし、クラブ史上最多となる公式戦通算857試合出場を果たした。リヴァプール退団後は、スウォンジー・シティなどのクラブを渡り歩き、1982年にクルー・アレクサンドラで引退した。
イングランド代表としては1966 FIFAワールドカップに参加、出場はグループリーグ最終節のフランス戦のみであったが、母国大会の優勝メンバーとなった。その後約11年間代表を遠ざかるが、1975年には約11年振りに代表復帰した。